# Dario Cataldo
Dario Cataldo (Lanciano, 17 marzo 1985) è un ex ciclista su strada italiano.
Professionista dal 2007 al 2024, in carriera ha vinto una tappa alla Vuelta a España, una al Giro d'Italia e i campionati italiani a cronometro nel 2012. Terminata la carriera da corridore, ha subito intrapreso quella da direttore sportivo, ricoprendo attualmente tale ruolo nel team XDS Astana.

## Carriera

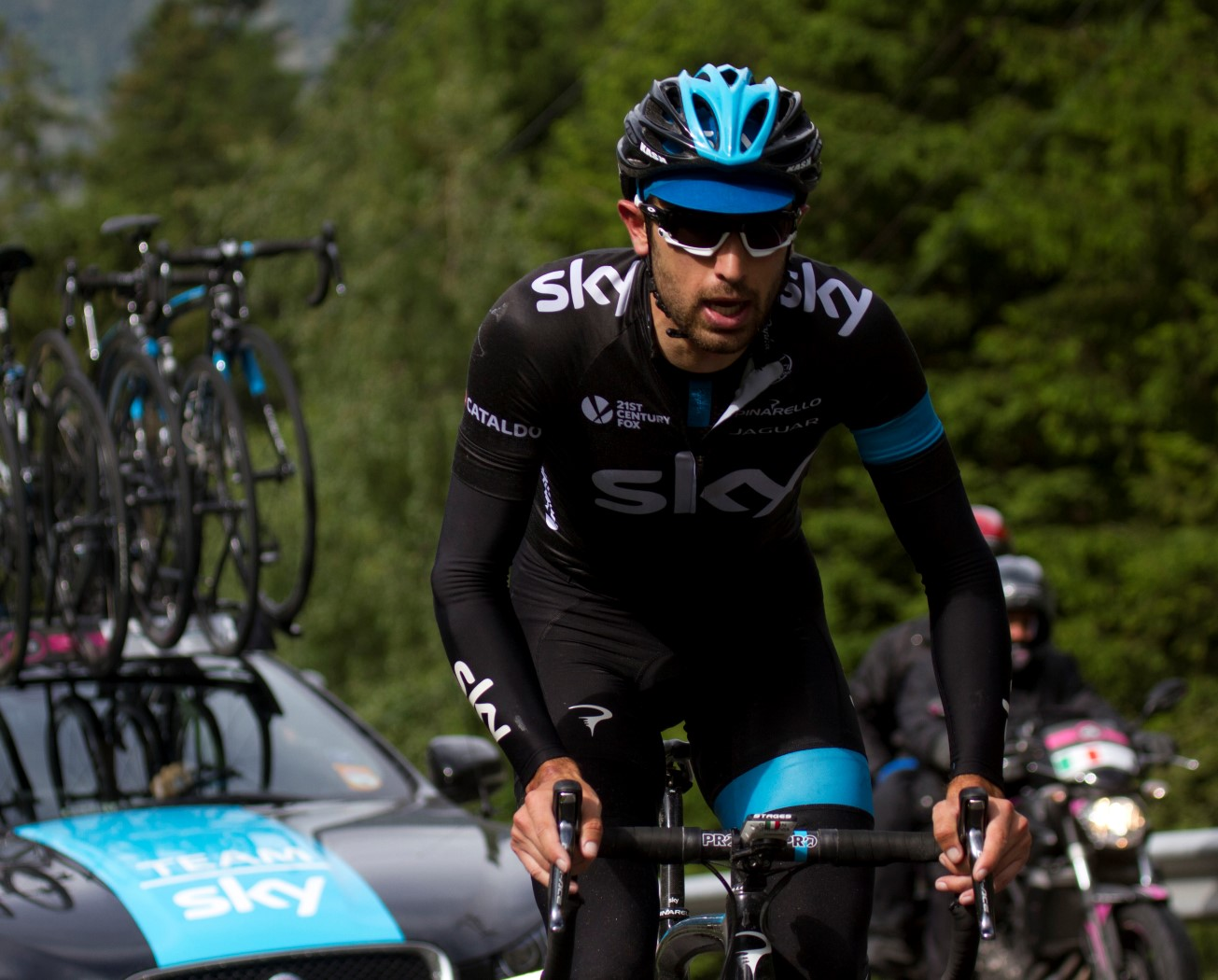
Cataldo in azione al Giro d'Italia 2014.

Inizia a pedalare con il team Pedale Teate Free Bike, società che l'accompagnerà dalle prime esperienze tra i Giovanissimi fino al 2003, ultimo anno nella categoria Juniores. Nel 2006, al terzo anno tra gli Under-23, vestendo la divisa dell'Associazione Monsummanese Ciclistica, Cataldo vince il Baby Giro e la Coppa Lanciotto Ballerini. Viene inoltre convocato in Nazionale per la prova in linea di categoria ai mondiali di Salisburgo (conclude 117º).
Passa professionista nel 2007 con il team Liquigas. Si mette presto in evidenza, classificandosi terzo al Rund um den Henninger-Turm e quarto al Giro del Veneto; è inoltre decimo al Tour de l'Avenir in Francia, con due successi di tappa e le vittorie nella classifica a punti e in quella scalatori. Nel 2008 non ottiene particolari risultati, e nel 2009 si trasferisce tra le file della squadra belga Quick Step. Quell'anno si piazza quarto allo sprint nella tappa di Valdobbiadene al Giro d'Italia e quinto al Gran Premio Bruno Beghelli.
Nel 2010 partecipa ancora al Giro d'Italia, sfiorando il successo (chiude secondo) nella tappa dell'Aquila; è poi secondo anche nel campionato italiano a cronometro, dietro a Marco Pinotti. In ottobre ottiene il primo successo in Italia da pro: si aggiudica infatti, in volata ristretta, il Gran Premio Bruno Beghelli.
Nel 2011 è il capitano della Quick Step al Giro d'Italia, ma non va oltre il dodicesimo posto nella graduatoria finale; nel finale di stagione è invece tredicesimo al Giro di Lombardia.
Nel 2012 si classifica di nuovo dodicesimo al Giro d'Italia. In giugno si laurea quindi campione nazionale a cronometro, superando per soli due secondi il tricolore uscente Adriano Malori. Partecipa alla Vuelta a España vincendo la sedicesima tappa il 3 settembre dopo una lunga fuga con Thomas De Gendt.
Nel 2013 cambia squadra andando alla britannica Sky Procycling, non cogliendo alcun piazzamento. L'anno successivo vince la cronometro al Settimana Internazionale di Coppi e Bartali, mentre al Giro d'Italia transita per primo da solo sulla Cima Coppi di quell'edizione (Passo dello Stelvio) in una tappa storica per la Corsa Rosa, poiché per la prima volta, vi è stato il passaggio sia sul Gavia, sia sullo Stelvio, nella medesima tappa.
Nel 2015 si accasa alla Astana Pro Team, divenendo un gregario fidato. Nel 2018 vince la classifica degli scalatori al Critérium du Dauphiné. Nel 2019, al suo decimo Giro d'Italia, al termine di una lunghissima fuga a due con Mattia Cattaneo, di oltre 200 km, sul traguardo di Como, vince la sua prima frazione alla Corsa rosa.
Nel 2020 passa alla squadra spagnola Movistar assieme all'italiano Davide Villella.
Dal 2022 corre per la Trek-Segafredo, sesta squadra del ciclista dopo Liquigas, Quick Step, Sky, Astana e, nei due anni precedenti, Movistar. Dopo gli 81 giorni di corsa del 2022, il contratto con la squadra italo-americana è esteso fino al 2024, restando con la squadra per le stagioni 17 e 18.
Nel marzo del 2023, durante la prima tappa della Volta a Catalunya, resta coinvolto in una grave caduta a poco più di 5 chilometri dalla conclusione. Riporta almeno 7 fratture tra cui alla clavicola e al femore, subendo anche un collasso ad un polmone. Ad agosto dello stesso anno, torna in sella nella Classica di Amburgo. 
La sua carriera di corridore si conclude nell'ottobre del 2024 con la partecipazione al Giro di Lombardia. 
Da sempre interessato all'analisi di gara e alle dinamiche dal punto di vista dello staff, è attualmente direttore sportivo del team kazako XDS Astana.  

## Palmarès
- 2006 (Monsummanese)

Coppa Lanciotto Ballerini
Classifica generale Giro d'Italia dilettanti
- 2007 (Liquigas, due vittorie)

2ª tappa Tour de l'Avenir (Quiberon > Saint-Jean-la-Poterie)
7ª tappa Tour de l'Avenir (Cérilly > Super-Besse Sancy)
- 2010 (Quick Step, una vittoria)

Gran Premio Bruno Beghelli
- 2012 (Omega Pharma-Quickstep, due vittorie)

Campionati italiani, Prova a cronometro
16ª tappa Vuelta a España (Gijón > Valgrande-Pajares Cuitunigru)
- 2014 (Team Sky, una vittoria)

4ª tappa Settimana Internazionale di Coppi e Bartali (Pavullo nel Frignano > Castello di Montecuccolo, cronometro)
- 2019 (Astana Pro Team, una vittoria)

15ª tappa Giro d'Italia (Ivrea > Como)

### Altri successi
- 2006 (Monsummanese)

Classifica a punti Giro d'Italia dilettanti
- 2007 (Liquigas)

Prologo Settimana Ciclistica Lombarda (Bergamo, cronosquadre)
Classifica scalatori Tour de l'Avenir
Classifica a punti Tour de l'Avenir
- 2008 (Liquigas)

1ª tappa, 2ª semitappa Settimana Internazionale di Coppi e Bartali (Misano Adriatico, cronosquadre)
- 2009 (Quick Step)

Classifica giovani Tour of Missouri
- 2012 (Omega Pharma-Quickstep)

2ª tappa, 2ª semitappa Tour de l'Ain (Saint-Vulbas, cronosquadre)
- 2013 (Sky Procycling)

1ª tappa, 2ª semitappa Giro del Trentino (Lienz > Lienz, cronosquadre)
2ª tappa Giro d'Italia (Ischia Porto > Forio, cronosquadre)
- 2014 (Team Sky)

1ª tappa, 2ª semitappa Settimana Internazionale di Coppi e Bartali (Gatteo a Mare, cronosquadre)
- 2016 (Astana Pro Team)

2ª tappa Vuelta a Burgos (Burgos, cronosquadre)
- 2018 (Astana Pro Team)

Classifica scalatori Critérium du Dauphiné
- 2019 (Astana Pro Team)

1ª tappa Vuelta a España (Salinas de Torrevieja > Torrevieja, cronosquadre)
- 2021 (Movistar Team)

Classifica scalatori Deutschland Tour

## Piazzamenti

### Grandi Giri
- Giro d'Italia

2008: ritirato (15ª tappa)
2009: 57º
2010: ritirato (19ª tappa)
2011: 12º
2012: 12º
2013: 57º
2014: 26º
2015: 25º
2017: 14º
2019: 48º
2020: 66º
2021: 54º
2022: 73º
- Tour de France

2017: ritirato (11ª tappa)
2020: 80º
- Vuelta a España

2010: 71º
2011: 131º
2012: 51º
2013: 74º
2014: non partito (20ª tappa)
2015: 57º
2016: 51º
2018: 64º
2019: 68º
2022: 116º

### Classiche monumento
- Milano-Sanremo

2014: ritirato
2019: 47º
2020: 123º
2023: 113º
- Liegi-Bastogne-Liegi

2008: 53º
2010: 73º
2011: 92º
2012: 80º
2016: ritirato
2017: ritirato
2018: 96º
2022: 93º
- Giro di Lombardia

2007: 21º
2009: 24º
2010: ritirato
2011: 13º
2012: 30º
2013: 22º
2014: ritirato
2015: ritirato
2016: ritirato
2017: ritirato
2018: 16º
2019: 61º
2020: 16º
2021: 45º

### Competizioni mondiali
- Campionati del mondo su strada

Salisburgo 2006 - In linea Under-23: 116º
Valkenburg 2012 - In linea Elite: ritirato
Ponferrada 2014 - Cronosquadre: 4º
Ponferrada 2014 - Cronometro Elite: 30º
Doha 2016 - Cronosquadre: 9º
Bergen 2017 - Cronosquadre: 11º
Innsbruck 2018 - In linea Elite: 65º

### Competizioni europee
- Giochi europei

Baku 2015 - Cronometro: 16º
Baku 2015 - In linea: 44º
Minsk 2019 - In linea: 60º

## Riconoscimenti
- Giglio d'Oro-Rivelazione dell'anno: 2007

## Opere
- Dario Cataldo con Luigi Milozzi, 60 secondi, prefazione di Alessandra De Stefano, intervento di Giovanni Malagò, Hatria Edizioni, 2023, ISBN 9788832172799.